# ليودميلا أوليانوفسكا
ليودميلا أولكساندريفنا أوليانوفسكا (الأوكرانية: Людмила Олександривна Оляновська؛ من مواليد 20 فبراير 1993) هي لاعبة ألعاب القوى في المشي أوكرانية. فازت بالميدالية البرونزية في سباق المشي لمسافة 20 كيلومترًا في بطولة العالم لألعاب القوى 2015 في بكين، الصين. فازت بالميدالية الفضية في سباق المشي لمسافة 20 كيلومترًا في بطولة أوروبا لألعاب القوى 2014.
في فبراير 2017 تم استبعادها لانتهاكها انتهاك قواعد مكافحة المنشطات لمدة أربع سنوات من 30 نوفمبر 2015 حتى 29 نوفمبر 2019.